# Jórunn skáldmær
Jórunn skáldmær (del nórdico antiguo: poeta-virgen) fue una escaldo de Noruega de la primera mitad del siglo X. De su obra solo se ha conservado dos estrofas completas y tres estrofas incompletas de su Sendibítr (mensaje mordaz), la mayoría en obras recopilatorias del islandés Snorri Sturluson: Haralds saga ins hárfagra, Óláfs saga helga in sérstaka y Skáldskaparmál.
Sendibítr, trata del conflicto entre el rey Harald I de Noruega y su hijo Halfdan Haraldsson el Negro y es el poema escáldico más largo conocido compuesto por una mujer en la Era vikinga.